# Cafeyn
Cet article possède un paronyme, voir Caféine.

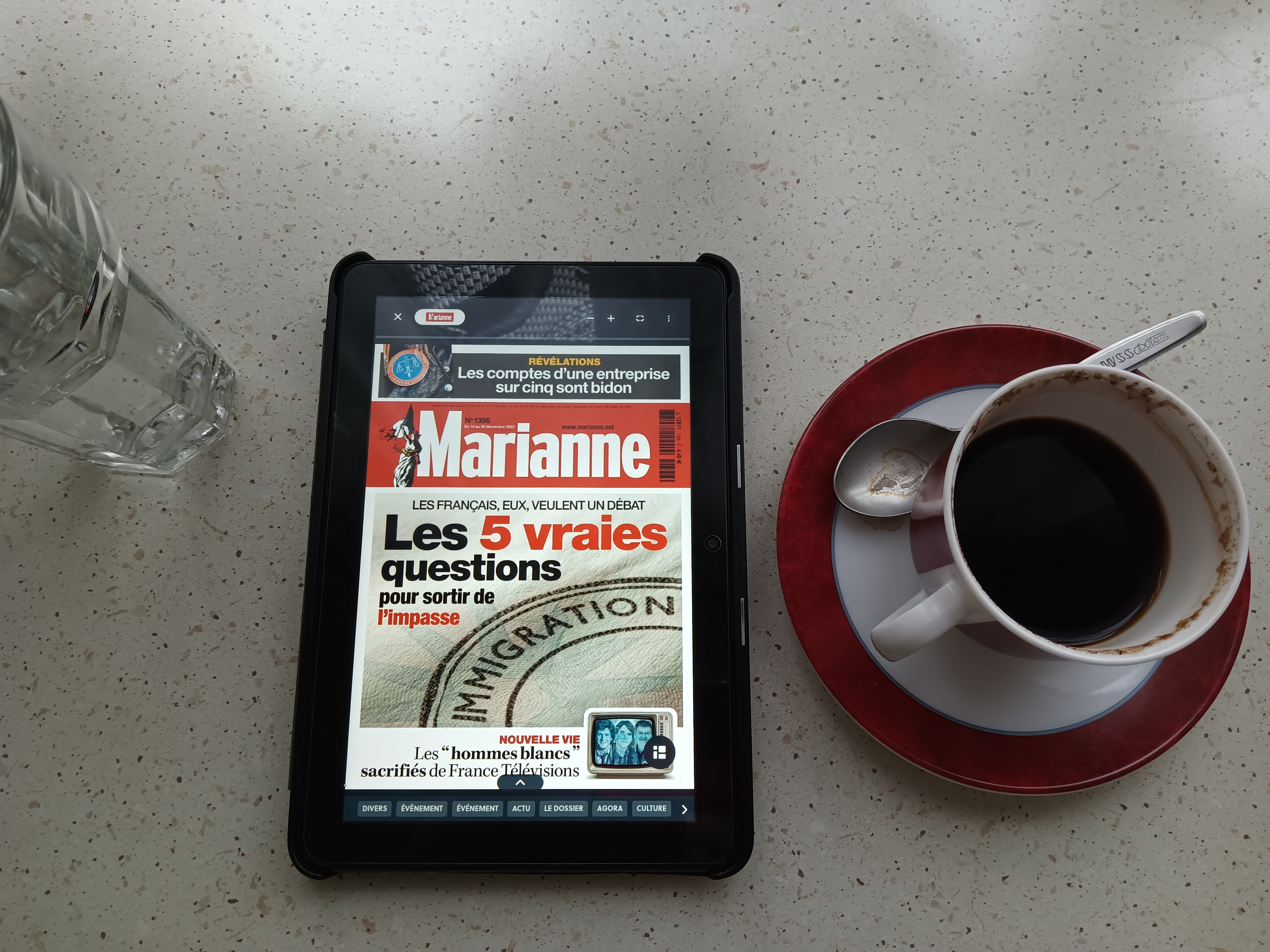
La couverture de l'édition papier de l'hebdomadaire de Marianne consultée via le site Cafeyn

Cafeyn est un kiosque de presse numérique qui propose la lecture en ligne et hors ligne de journaux et de magazines. La marque appartient à l'entreprise française Lekiosque.fr, fondée en 2006 et spécialisée dans la diffusion numérique de la presse.

## Historique
L'entreprise est fondée en décembre 2006 par Michael et Nathaniel Philippe, Robin Sabban, Mikael Chelli récemment diplômés d'une école de commerce,. Fin 2007, ils appellent un ami avec plus d'expérience, Ari Assuied, qui devient président. 
En 2010, la société sort une application sous le nom « LeKiosk » pour iPad,. En 2012, une levée de fonds de 5,6 millions d'euros permet de financer la croissance de l'entreprise. En 2014, LeKiosque.fr lance une nouvelle application. Un partenariat avec SFR est aussi créé : LeKiosk rejoint ses « Extra », au même titre que Canalplay, Napster, SFR Jeu ou L'Équipe et est présent dans certains de ses forfaits téléphoniques.
En avril 2017, un partenariat est créé avec Canal+. En mai 2017, Bouygues Telecom intègre LeKiosk à ses offres.
Le 11 novembre 2019, LeKiosk change de nom pour s'appeler Cafeyn,.
En juin 2020, Cafeyn annonce reprendre les activités de SFR Presse, dans le courant de l'été. Dans le même temps, la société acquiert miLibris, une solution logicielle de numérisation de la presse, filiale de SFR,.
En juillet 2020, Cafeyn rachète la plateforme de presse numérique « Blendle (en) », du Néerlandais Alexander Klöpping (en),.
Le 5 octobre 2023, Ari Assueid, le fondateur et CEO de ce kiosque de presse numérique, meurt à 45 ans.
Le 18 juin 2024, Cafeyn annonce avoir signé le rachat de Toutabo pour 4,5 millions d'euros.

## Activité
Cafeyn est présent en France, et depuis 2012, en Italie et au Royaume-Uni. En 2019, selon le journal Le Figaro, « l’essentiel » des abonnés provient des opérateurs télécoms,. La même année, selon son président, l'entreprise reverse en moyenne la moitié de ses revenus aux éditeurs de presse.
En 2021, elle emploie 190 personnes, permet l'accès à 2 500 titres de presse et comptabilise 2,5 millions d’utilisateurs.
En juin 2024, les effectifs de Cafeyn sont de 150 salariés. L'entreprise est présente dans huit pays en plus de la France et compte 2 millions d'utilisateurs.
| Années                  | 2007 |  | 2010 | 2011 | 2012   | 2013   |  | 2019            |  | 2021      |
| ----------------------- | ---- |  | ---- | ---- | ------ | ------ |  | --------------- |  | --------- |
| Chiffre d'affaires (M€) | 0,18 |  | 0,3  | 1,4  | 5      |        |  | 20 (estimation) |  |           |
| Nombre d'abonnés        |      |  |      |      | 25 000 | 30 000 |  |                 |  | 2 500 000 |
| Nombre d'employés       |      |  |      |      | 35     |        |  | 90              |  | 190       |
| Levée de fonds (M€)     | 0,7  |  | 2,4  |      | 5,6    |        |  |                 |  |           |